# أندي رولاند
أندي رولاند (بالإنجليزية: Andy Rowland)‏ (1 أكتوبر 1965 في المملكة المتحدة - ) هو لاعب كرة قدم بريطاني في مركز الهجوم. لعب مع نادي توركي يونايتد ونادي ساوثهامبتون وTiverton Town F.C. ‏ وExmouth Town F.C. ‏ وKiveton Park F.C. ‏.